# Избори за кмет на Столичната община (2023)
Кметските избори в Столичната община през 2023 година са редовни местни избори за кмет на Столичната община, общински съветници, районни кметове и кметове на кметства в Столичната община. Провеждат се на 29 октомври 2023 г. (първи тур) и на 5 ноември 2023 г. (балотаж).
На 27 октомври 2023 г. става ясно от решение на ЦИК, че на местните избори ще се гласува само с хартиена бюлетина. На балотажа на 5 ноември 2023 г. ще се гласува и машинно.

## Значение
Кметският избор през есента на 2023 г. е определян за край на прехода на политическата към икономическата власт в България след десетоноемврийския пленум от 1989 г. за бившите структури и кадри на Държавна сигурност. Този избор е най-вече от значение за оцеляването и бъдещето на така наречените демократични, реформаторски и променящи се политически субекти, както заради кандидатурата на Васил Терзиев, така и за бъдещето на политическа партия ГЕРБ, която управлява София от 17 години.
От друга страна, след така наричаните демократични промени в България и промените в Източна Европа, БСП не е пряко или опосредствено имала кмет на София, а разединението в управляващата некоалиция с премиер Николай Денков отваря такава възможност. Също така този вот е важен за политическа партия „Възраждане“, предвид анонса ѝ да поеме бъдещето управление на България.

## Кандидати за кмет на София
Действащият кмет Йорданка Фандъкова от ГЕРБ обявява, че няма да се кандидатира за преизбиране.

### Партийни и независими кандидати
| №                                                                                        | Име, възраст и партия на кандидата                              | Име, възраст и партия на кандидата | Подкрепа                                                      | Заемани обществени длъжности |
| ---------------------------------------------------------------------------------------- | --------------------------------------------------------------- | ---------------------------------- | ------------------------------------------------------------- | --- |
| 4                                                                                        | Карлос Контрера (38 г.) ВМРО – БНД                              |                                    | ВМРО – Българско национално движение                          | Общински съветник и председател на ПГ „Патриоти за София“ в Столична община. |
| 5                                                                                        | Георги Неделчев БСДД                                            |                                    | Български съюз за директна демокрация                         | |
| 11                                                                                       | Асен Ангелов СБОР                                               |                                    | Справедлива България обединени родолюбци                      | |
| 12                                                                                       | Камен Дюлгеров „Български глас“                                 |                                    | „Български глас“                                              | |
| 14                                                                                       | Мажд Алгафари (57 г.)                                           |                                    | Коалиция „Граждани за Общината“                               | |
| 16                                                                                       | Петър Клисаров (54 – 55 г.) Пряка демокрация                    |                                    | Пряка демокрация                                              | Председател на партия „Пряка демокрация“ |
| 17                                                                                       | Мария Колева (63 г.) Правото                                    |                                    | Правото                                                       | Председател на партия „Правото“ |
| 18                                                                                       | Емил Атанасов (55 г.) БСД                                       |                                    | Български социалдемократи                                     | |
| 20                                                                                       | Виолета Комитова (68 г.) Български възход                       | Виолета Комитова                   | Български възход                                              | Министър на регионалното развитие и благоустройството и Народен представител в XLVIII НС |
| 21                                                                                       | Ивайло Вълчев (53 г.) Има такъв народ                           |                                    | Има такъв народ                                               | Заместник-председател на партия „Има такъв народ“. Народен представител в XLV и XLVI НС |
| 26                                                                                       | Красимир Стойчев (69 г.) Партия на зелените                     |                                    | Партия на зелените                                            | Основател и първи собственик на Мобилтел и Макс Телеком. Агент на ДС. |
| 37                                                                                       | Теодор Дечев (60 – 61 г.) Българска социалдемократическа партия |                                    | Българска социалдемократическа партия                         | Заместник-министър в Министерството на труда и социалната политика (1999 – 2001 г.) |
| 38                                                                                       | Калин Крулев ОНБ                                                |                                    | Общество за нова България                                     | |
| 42                                                                                       | Деян Николов (35 г.) Възраждане                                 |                                    | Възраждане                                                    | Народен представител в XLIX НС |
| 47                                                                                       | Александър Томов (71 г.) БСД – ЕЛ                               | Томов                              | Българска социалдемокрация – Евролевица                       | Зам.-председател на Министерския съвет (1990 – 1991) Други - Народен представител в VII ВНС XXXVI НС XXXVIII НС |
| 63                                                                                       | Симеон Ананиев (69 г.) МИР                                      | Симеон Ананиев                     | Морал, Инициативност, Родолюбие                               | Председател на бившата Асоциация на българските железопътни превозвачи (2010 – 2020 г.). |
| 64                                                                                       | Светослав Витков (54 г.) Глас народен                           |                                    | Глас народен                                                  | Общински съветник в Столичния общински съвет (2015 – 2019 г.) |
| 76                                                                                       | Антон Хекимян (41 г.) Независим                                 |                                    | Коалиция „ГЕРБ – СДС“ 1                                       | Журналист и директор „Новини, актуални предавания и спорт“ в Би Ти Ви (2003 – 2023 г.) |
| 85                                                                                       | Васил Терзиев (47 г.) Независим                                 | Васил Терзиев                      | Продължаваме промяната, Демократична България и Спаси София 2 | Съосновател и изпълнителен директор на софтуерната компания „Телерик“ (2002 г. – 2014 г.). |
| 86                                                                                       | Ваня Григорова (46 г.) Независим                                | Ваня Григорова                     | Коалиция „БСП за България“                                    | Председател на сдружение „Солидарна България“. Национален координатор на Европейската гражданска инициатива срещу ТПТИ и CETA. |
| 89                                                                                       | Вили Лилков (70 г.) Независим                                   | Вили Лилков                        | Консервативно обединение на десницата (КОД)                   | Заместник-председател на Столичния общински съвет (2011 – 2019) Народен представител в XLIII НС (2014 – 2017 г.) Други - Председател на СДС в район „Триадица“ – София - Председател на ДСБ в София от 2013 г. - Общински съветник в Столичния общински съвет (1999 – 2015 г.) |
| 90                                                                                       | Радостин Василев (40 г.) Независим                              | Радостин Василев                   | Инициативен комитет                                           | Министър на спорта и Народен представител |
| Бележка: Възрастта се определя спрямо датата на обявяване на списъка с кандидати от ЦИК. |                                                                 |                                    |                                                               | |

Подкрепа – бележки:

1 – Обявен за личен избор и кандидатура на Бойко Борисов на 25 септември 2023 г.
2 – Нарочен, че е креатура, като кандидатура, на структури и личности от Държавна сигурност, които са трансформирали политическата власт отпреди 1989 година – в икономическа власт след 1990 година. Като доказателство се сочи, че най-близките роднини и по бащина, и по майчина линия на кандидата, са заемали възлови и ключови длъжности в системата на Държавна сигурност, и същият дължи просперитета си именно на това.

## Социологически проучвания
| Социологическа агенция        | Финансиране | Дати на проучване       | Брой допитани | Васил Терзиев | Антон Хекимян | Ваня Григорова      | Деян Николов | Вили Лилков | Ивайло Вълчев | Виолета Комитова | Карлос Контрера | други | разлика |   |      |      |       |
| ----------------------------- | ----------- | ----------------------- | ------------- | ------------- | ------------- | ------------------- | ------------ | ----------- | ------------- | ---------------- | --------------- | ----- | ------- | - | ---- | ---- | ----- |
| Социологическа агенция        | Финансиране | Дати на проучване       | Брой допитани | Адлайн        | Адлайн        | 10 – 20 окт 2023 г. | 965          | 23.8%       | 25%           | 16.2%            | 20.1%           | 4.8%  | 3.6%    | – | 0.9% | 3.6% | -1.2% |
| Алфа Рисърч                   | БТВ         | 21 – 24 окт 2023 г.     | 800           | 29.8%         | 21.1%         | 20.2%               | 10.2%        | 8.3%        | 3.4%          | 1.9%             | 0.6%            | 4.5%  | 8.7%    |   |      |      |       |
| Център за анализи и маркетинг | ЦАМ         | 19 – 23 окт 2023 г.     | 804           | 32.6%         | 23.4%         | 19.5%               | 9.7%         | 6%          | 4.5%          | –                | –               | 4.3%  | 9.2%    |   |      |      |       |
| Сова Харис                    | ПИК         | 16 – 20 окт 2023 г.     | 1000          | 32.9%         | 22.9%         | 20.8%               | 13.1%        | 4%          | 3.2%          | 1.7%             | 1.4%            | 11.3% | 10%     |   |      |      |       |
| Медиана                       | Медиана     | 10 – 17 окт 2023 г.     | 710           | 23.4%         | 21.4%         | 22.2%               | 13.4%        | 7.25%       | 5.4%          | 1.8%             | 0.6%            | 0.2%  | 2%      |   |      |      |       |
| ЕСТАТ                         | ЕСТАТ       | 29 септ – 9 окт 2023 г. | 800           | 27.8%         | 18.7%         | 20.6%               | 4.7%         | 6.4%        | 2.4%          | –                | –               | 19.6% | 7.2%    |   |      |      |       |
| Център за анализи и маркетинг | ЦАМ         | 30 септ–3 окт 2023 г.   | 1003          | 33.8%         | 23.7%         | 13.8%               | 10.2%        | 4.7%        | 3%            | –                | –               | 11.5% | 10.1%   |   |      |      |       |

Социолозите са на единно мнение, че това ще бъдат кметски избори с балотаж. Освен това тези избори ще се радват на по-голяма избирателна активност от последните парламентарни избори в България. Социолозите очакват „шарен политически“ Столичен общински съвет и определят кандидатурите за кмет на София на Васил Терзиев и Антон Хекимян, като неприемливи за симпатизантите на издигналите ги управляващи в некоалиция.

## Резултати

### Оспорване
На 30 октомври 2023 г. Върховният административен съд гледа дело по 12 жалби на участници в изборния процес срещу решението на ЦИК от 27 октомври 2023 г. да се гласува само с хартиена бюлетина. Ако решението на ЦИК бъде обявено за нищожно или незаконосъобразно от съда, то вероятно по жалба на всеки заинтересован ще може да бъде касиран който и да е местен избор.
Решението на Върховния административен съд е, че Централната избирателна комисия е действала законосъобразно по фактите, но машинното гласуване е закон и за балотажа е задължително.

### Избирателна активност
- към 11 часа – 8.61%
- към 16 часа – 25.63%
- в края на изборния ден, окончателна – 36.04%

### По данни на Столичната ОИК
| към | Васил Терзиев                                                 | Антон Хекимян | Ваня Григорова | Деян Николов | Вили Лилков | Ивайло Вълчев | Виолета Комитова | Карлос Контрера | разлика | балотаж между |                                    |
| --- | ------------------------------------------------------------- | ------------- | -------------- | ------------ | ----------- | ------------- | ---------------- | --------------- | ------- | ------------- | ---------------------------------- |
| към | В 6 ч. на 31.10.2023 при обработени 100% СИК протоколи от ОИК | 31.80%        | 17.83%         | 21.59%       | 7.76%       | 5.69%         | 3.17%            | 1.16%           | 0.92%   | 10.21%        | Васил Терзиев срещу Ваня Григорова |

## Балотаж
Освен за кмет на София балотаж ще има на 5 ноември 2023 г. и за още 22-ма кметове на столични райони от общо 24.
На 31 октомври 2023 г. лидерът на ГЕРБ Бойко Борисов индиректно изразява подкрепата си за кандидатката Ваня Григорова, заявявайки че предпочита държавната собственост пред Държавна сигурност, намеквайки своята подкрепа посредством алюзия. Въпраки това призивът му е членовете и симпатизантите на ГЕРБ да гласуват по съвест на балотажа.

### Социологически проучвания
Нито една соцоилогическа агенция не изнася данни за резултата на балотажа на 5 ноември 2023 г. Според всички предварителни прогнози това е така, защото сондажите показват равен резултат – 50:50 в проценти, което значи че балотажът ще е много оспорван и вероятно победителят ще се радва на съвсем малко гласове в повече от своя опонент.

### Отношение към балотажа на партийни лидери
1. Красимир Каракачанов – подкрепа за Ваня Григорова;
2. Стефан Янев – без позиция;
3. Слави Трифонов – подкрепа за Ваня Григорова;
4. Костадин Костадинов – не подкрепя никой;
5. Бойко Борисов – първоначално индиректна подкрепа за Ваня Григорова, а в крайна сметка – призив в подкрепа на Васил Терзиев;
6. Петър Москов – не подкрепя никой;

Подкрепа – бележка: Отразява само мнението на лидерите на политически партии и формации участващи в местния избор.

## Резултат от балотажа
На 6 ноември 2023 г. Столичната ОИК обявява Васил Александров Терзиев за избран за кмет на Столична община със 175 044 действителни гласа. Решението за избора е обжалвано пред компетентния по закон съд от загубилата балотажа според ОИК Ваня Руменова Григорова, за която според столичната общинска избирателна комисия има подадени 170 258 действителни гласа, т.е. с 4786 действителни гласа по-малко. На 17 ноември 2023 г. съдът дава ход по жалбата, назначавайки комплексна съдебно-техническа и икономическа експертиза и отхвърляйки искането за ръчно преброяване на бюлетини, но не изключва това да се случи на по-късен етап. На 1 декември 2023 г. е насрочено съдебното заседание за приемането на заключението от експертизата.